# Erwin Stein
Erwin Stein (7. listopadu 1885 Vídeň, Rakousko – 17. července 1958 Londýn, Anglie) byl rakouský dirigent, hudební skladatel a muzikolog. Jeden z významných členů Druhé vídeňské školy.

## Život
Erwin Stein se narodil v rodině vídeňského židovského nakladatele Markuse Steina (Manz Verlag), který přišel do Vídně z Čech. 19. ledna 1886 rodina konvertovala k evangelické víře. Studoval na Ústavu hudební vědy vídeňské univerzity. V letech 1906–1910 byl jeho profesorem Arnold Schoenberg a Stein se stal Schoenbergovým horlivým příznivcem a propagátorem. Spolupracoval s nim na založení společnosti Verein für musikalische Privataufführungen určené k provozování a propagaci moderních hudebních směrů vážné hudby.
Pracoval v nakladatelství Universal Edition a stal se i jeho akcionářem. V nakladatelství prosazoval vydávání děl současných autorů, zejména děl Arnolda Schoenberga a příslušníků 2. vídeňské školy. Po připojení Rakouska 12. března 1938 k nacistickému Německu musel Stein své podíly v nakladatelství prodat a emigroval do Londýna. Stal se zaměstnancem hudebního vydavatelství Boosey & Hawkes a stejně jako předtím ve Vídni prosazoval vydávání děl Arnolda Schoenberga. Rovněž propagoval skladby Benjamina Brittena. Kromě činnosti v nakladatelství psal recenze pro časopis Opera.
Dne 17. července 1958 utrpěl smrtelný srdeční záchvat. Podle jeho přání byl jeho popel rozptýlen do čtyř světových stran.

## Dílo
Jeho hudební dílo zahrnuje dvanáct písní, čtyři klavírních klavírní skladby a scherzo pro smyčcový kvartet. Napsal pět knih a více než 170 muzikologických esejí.

### Hudební skladby
- Fünf Lieder für eine Singstimme und Klavier (slova Heinrich Heine)
- Drei Lieder aus „Die Nordsee“ für Gesang und Klavier (Heinrich Heine)
- Lied „Bleib du in deiner Meerestiefe“ für Bariton und Klavier (Heinrich Heine)
- Lied „Es klagt im Dunkeln irgendwo“ für Sopran und Klavier
- Lied „Das Ideal“ für Sopran und Klavier (slova Richard Dehmel)
- Lied „Gebete der Mädchen zu Maria“ für Sopran und Klavier (slova Rainer Maria Rilke)
- Lied „Stör nicht den Schlaf der liebsten Frau, mein Licht!“ für Bariton und Klavier
- Scherzo und Trio für Streichquartett
- Rondo
- Andante für Klavier
- Thema mit Variationen
- Rondo für Klavier

### Knihy
- Praktischer Leitfaden zu Schönbergs Harmonielehre. Wien 1923
- Orpheus in New Guises. London: Artikelserie 1953
- Arnold Schönberg: Die formbildenden Tendenzen der Harmonie. Mainz 1957
- Arnold Schönberg — Briefe (Ausgewählt und herausgegeben von Erwin Stein). Mainz 1958
- Form and Performance. London und New York 1962